# Макшіболотський
Макшіболотський — річка  в Україні, у Звенигородському і Тальнівському  районах Черкаської області. Права притока Макшиболота (басейн Південного Бугу).

## Опис
Довжина річки 17 км, похил річки — 3,6 м/км. Формується з багатьох безіменних струмків та водойм. Площа басейну 41,9 км².

## Розташування
Бере початок на північно-західній околиці Кобиляк. Тече переважно на південний схід через Онопріївку, та Антонівку і впадає у річку Макшиболото, ліву притоку Гірського Тікичу.